# Marc Isambard Brunel

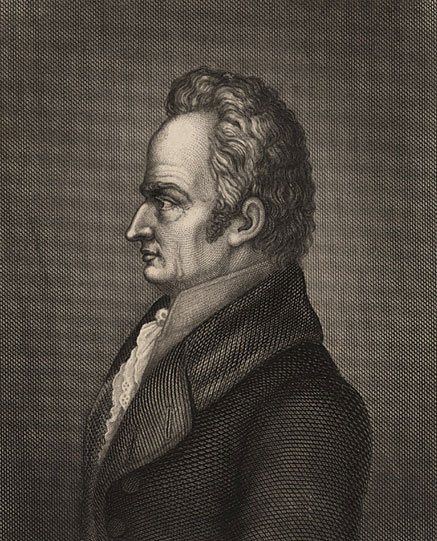
Marc Isambard Brunel

Sir Marc Isambard Brunel (* 25. April 1769 in Hacqueville, Normandie (heute im Département Eure); † 12. Dezember 1849 in London) war ein französisch-britischer Ingenieur, Architekt und Erfinder. Er erbaute den ersten Tunnel unter der Themse und war der Vater des Eisenbahn- und Schiffsingenieurs Isambard Kingdom Brunel.

## Leben

### Kindheit und Jugend
Brunel wurde in Hacqueville bei Gisors in der Normandie geboren, wo seine Familie schon seit Generationen Land bebaut hatte. Er wurde von seinen Eltern für eine kirchliche Laufbahn bestimmt und im Alter von acht Jahren auf das Collège in Gisors gegeben, um dort die erforderliche humanistische Bildung zu erwerben. Brunel zeigte allerdings wenig Neigung zu den klassischen Fächern, sondern interessierte sich schon in diesem Alter mehr für Mechanik und Zeichnen. Im Alter von elf Jahren kam er in das Seminar Saint-Nicaise in Rouen und fasste den Entschluss, sich für die Aufnahme in die Marine zu qualifizieren. Nachdem er sich einige Zeit mit Zeichnen und Hydrographie beschäftigt hatte, erhielt er durch den Marineminister Charles Eugène Gabriel de La Croix de Castries eine Stelle auf der nach diesem benannten Korvette, auf der er die nächsten sechs Jahre blieb. Zu Beginn seiner ersten Reise zu den westindischen Inseln konstruierte er einen Quadranten, der so genau war, dass er ihn während seiner gesamten Zeit als Seemann benutzte.
1792 wurde das Schiff abgemustert und Brunel ging zu Beginn des Jahres 1793 nach Paris, musste aber die Stadt wegen seiner offen geäußerten royalistischen Einstellung bald wieder verlassen. Er kehrte nach Rouen zurück, war aber auch hier gefährdet und besorgte sich einen Pass nach Amerika. Er verließ das revolutionäre Frankreich am 7. Juli und kam am 6. September 1793 in New York an.

### Emigrant in Amerika
In Amerika entschied sich Brunel endgültig für einen technischen Beruf. Er erhielt zunächst eine Anstellung bei der Vermessung eines großen Stücks Land am Ontariosee und danach bei der Vermessung eines geplanten Kanals zwischen dem Hudson River und dem Champlain-See. Die Leitung des Vermessungsteams lag zunächst in der Hand eines anderen französischen Emigranten, wurde dann aber, als die technischen Schwierigkeiten immer größer wurden, an Brunel übertragen.
Nach einigen weiteren Aufträgen gewann Brunel den Wettbewerb zur Planung eines neuen Rathauses in Washington gegen mehrere professionelle Architekten, wenn auch sein Entwurf aus Kostengründen nicht realisiert wurde. Er wurde außerdem ausgewählt, das Bowery-Theater in New York zu entwerfen, und leitete auch die Bauarbeiten. Das Theater brannte 1821 nieder.
Brunel wurde nun zum Chefarchitekten der Stadt New York ernannt und erhielt den Auftrag, ein Arsenal und eine Kanonengießerei zu errichten. Nachdem er einen Plan zur maschinellen Fabrikation von Schiffsblöcken in großem Stil ausgearbeitet hatte, reiste er am 20. Januar 1799 nach England ab, um seine Pläne der britischen Regierung vorzulegen.

### Ingenieur, Architekt und Erfinder in England
Im März in England angekommen, heiratete er kurze Zeit darauf Sophia Kingdom, die er noch während seiner Zeit in Frankreich kennen gelernt hatte.
Im Mai 1799 erhielt Brunel sein erstes Patent für ein Schreib- und Zeichengerät in der Art eines Pantographen und konstruierte etwa zur gleichen Zeit eine Maschine zur Produktion von Baumwollfäden, die in den Fabriken häufig eingesetzt wurde, Brunel aber keinen Gewinn brachte, da er es versäumt hatte, sich die Erfindung patentieren zu lassen. Er machte noch einige weitere sinnreiche Erfindungen von geringerer Bedeutung, die ihm aber außer der Anerkennung seiner technischen Fertigkeiten alle keinen materiellen Gewinn brachten. Bei der Konstruktion eines Sägegatters zur rationellen Herstellung von Seilkloben hatte er sich rechtzeitig die Kooperation Henry Maudslays gesichert und erhielt nach der Fertigstellung der Zeichnungen und der funktionsfähigen Modelle 1801 ein Patent darauf.
Brunel stellte seine Pläne der Admiralität vor, die sie an Sir Samuel Bentham, den Generalinspekteur der Marinefabriken, weiterleitete. Nach langen Verhandlungen und Verzögerungen wurden Brunels Pläne im Mai 1803 schließlich akzeptiert und er erhielt den Auftrag, seine Maschinen in der Marinewerft in Portsmouth aufzubauen, was 1806 abgeschlossen war. Das System bestand aus 43 einzelnen Maschinen, die die verschiedenen Fertigungsprozesse zur Produktion von Seilkloben, die bisher von Hand angefertigt wurden, maschinell ausführten. Mit Hilfe der Maschinen konnten zehn Arbeiter dieselbe Arbeit ausführen, für die bisher 100 Handwerker gebraucht wurden. Die Seilkloben waren von besserer Qualität als die in Handarbeit hergestellten und die finanzielle Ersparnis war enorm, sie wurde auf 24.000 Pfund pro Jahr geschätzt. Brunel hatte sich zur Ausführung seiner Pläne in große Kosten gestürzt, aber die Anerkennung seiner Ansprüche durch die Regierung kam nur zögernd. Er erhielt schließlich als Kompensation 17.000 Pfund.
Von 1805 und 1812 war Brunel dann vorwiegend damit beschäftigt, Maschinen für die Bauholzproduktion zu konstruieren und zu verbessern. Er baute auf eigene Kosten mehrere Sägemühlen in Battersea und erhielt 1811 einen Regierungsauftrag zur Errichtung von Sägemühlen und anderen Maschinen in Woolwich.
In den folgenden Jahren führte er in großem Umfang Verbesserungen bei der Holzverarbeitung in der Marinewerft in Chatham durch und erbaute eine eiserne Schienenstrecke zum Transport der Hölzer von einem Ende der Werft zur anderen. Er errichtete außerdem eine Schuhfabrik für die Armee. Da aber 1815 der Krieg beendet war, erlitt Brunel einen großen finanziellen Verlust.
1812 macht Brunel erste Experimente mit Dampfsteuerung auf der Themse und setzte sich für eine Dampferlinie zwischen London und Margate ein. Zwei Jahre später schlug er dem Marineamt vor, die Segler mit Hilfe von Schleppdampfern aufs offene Meer zu schleppen und machte auf eigene Kosten Experimente, um seetaugliche Dampfschiffe entsprechender Größe zu bauen. Aber das Marineamt widerrief nach sechs Monaten seine Zustimmung und die Kostenzusage, da man seine Versuche für „zu phantastisch“ und undurchführbar hielt. Brunel erhielt daraufhin noch einige weitere Patente für Erfindungen geringerer Bedeutung, die aber allesamt keinen Erfolg brachten, da ihm der nötige Geschäftssinn fehlte, so z. B. 1816 eine Strickmaschine. 1820 entwarf er eine Brücke über die Seine bei Rouen und eine Holzbrücke über die Newa bei Sankt Petersburg, die aber beide nicht ausgeführt wurden. Sein Entwurf einer hurrikansicheren Brücke auf die Insel Bourbon dagegen wurde von der französischen Regierung angenommen und ausgeführt.
1814 waren Brunels Sägemühlen in Battersea fast ganz durch ein Feuer zerstört worden. Von da an ging es durch Missmanagement mit dem finanziellen Erfolg des Unternehmens stetig bergab, bis es 1821 zur Krise kam und Brunel wegen seiner Schulden inhaftiert wurde. Nach einigen Monaten erhielt er auf Fürsprache mehrerer einflussreicher Freunde von der Regierung 5.000 Pfund, um seine Schulden abzulösen und wurde daher wieder auf freien Fuß gesetzt.
Während der nächsten Jahre konstruierte Brunel Sägemühlen für Trinidad und Berbice und erzielte einige Verbesserungen bei Marine-Dampfmaschinen und Schaufelrädern. 1823 erarbeitete er Pläne für Schwingbrücken im Hafen von Liverpool und führte drei Jahre später schwimmende Piers ein. Er wurde bei vielen technischen Projekten dieser Zeit um seine Meinung gefragt, während er selbst Experimente mit Flüssiggasmotoren anstellte, für die er viel Zeit und Geld opferte. Er konstruierte und patentierte auch eine Maschine, die auf seinem Prinzip beruhte, hatte aber auch damit keinen praktischen Erfolg, so dass der Plan schließlich aufgegeben wurde.

### Tunnel unter der Themse

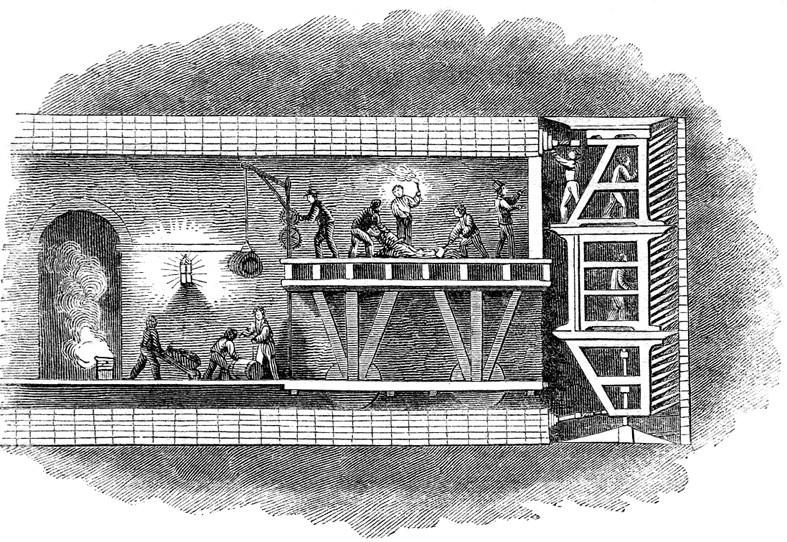
Tunnelbohrschild nach Brunel und Cochrane
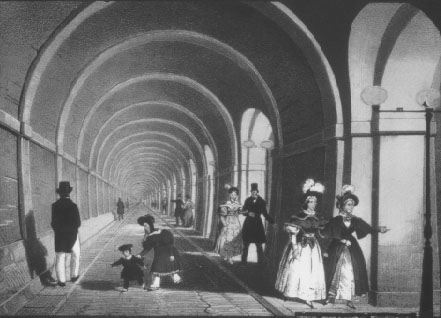
Innenansicht des Thames Tunnels im 19. Jahrhundert

Brief von Marc Brunel an seine Enkelin Sophia Hawes, 10. März 1842, mit Bild des Themse-Tunnels im Briefkopf

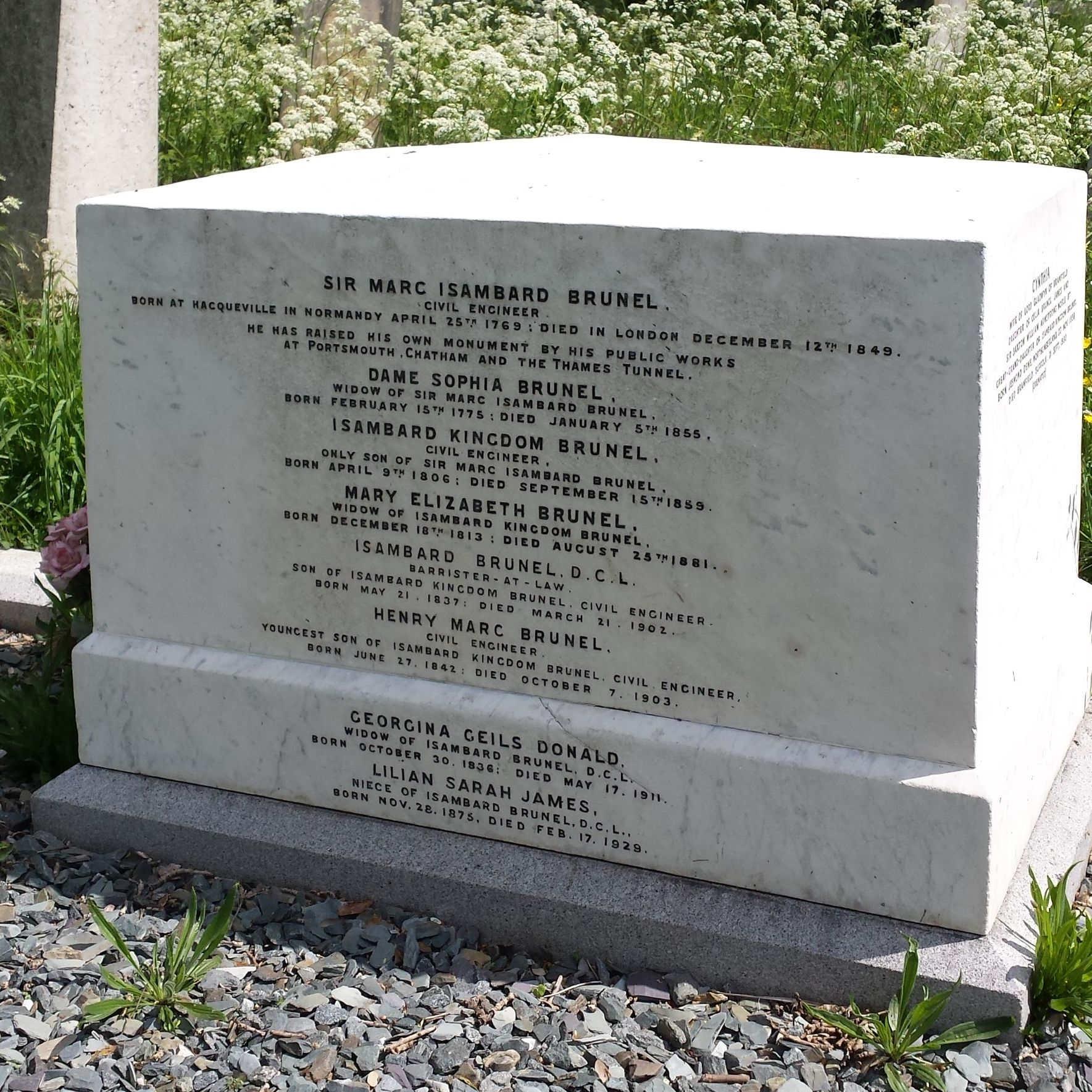
Grab Brunels auf dem Kensal Green Cemetery

In den folgenden Jahren widmete er seine gesamte Energie dem Bau des Thames Tunnel in London. 1824 wurde unter der Schirmherrschaft des Herzogs von Wellington eine Gesellschaft gegründet, mit dem Ziel, nach den von Brunel ausgearbeiteten Plänen von Rotherhithe nach Wapping einen Tunnel unter der Themse zu graben. Brunel schlug vor, den Tunnel gleich als doppelten Bogengang in voller Ausdehnung vorzutreiben, statt zunächst einen kleineren Stollen anzulegen und diesen dann zu erweitern. Er wollte dazu eine Konstruktion verwenden, die er sich schon 1818 zusammen mit Thomas Cochrane hatte patentieren lassen. Diese Konstruktion bestand aus einem großen Tunnelbohrschild, der die gesamte Grabungsstelle abdeckte. Der Schild bestand aus 12 separaten Rahmen, die 36 Zellen zusammenhielten, in denen je ein Minenarbeiter arbeitete. Der Schild konnte je nach Grabungsfortschritt durch eine Schraube weiterbewegt werden.
Die Arbeiten begannen am 16. Februar 1825 in Rotherhithe und wurden wegen erheblicher technischer Probleme erst 1842 beendet. 1827 gab es einen Wassereinbruch, der mit Lehmsäcken eingedämmt werden konnte. 1828 gab es einen erneuten Wassereinbruch und im August des Jahres wurden die Arbeiten eingestellt. Der Tunnel blieb daraufhin sieben Jahre lang zugemauert. Nach Wiederaufnahme der Arbeiten kam es noch zu drei weiteren Wassereinbrüchen, bis der Tunnel endlich im März 1843 für die Öffentlichkeit geöffnet werden konnte. Brunel reagierte auf diese Rückschläge mit dem ihm eigenen Erfindungsreichtum und verfolgte die Arbeit mit unermüdlicher Energie weiter, erlitt schließlich aber einen Schlaganfall und war teilweise gelähmt. Er erholte sich aber soweit wieder, dass er an der feierlichen Eröffnung teilnehmen konnte.
Der Tunnelbau hatte Brunels Kräfte so weit erschöpft, dass er sich danach weitgehend aus dem Berufsleben zurückzog. 1845 erlitt er einen weiteren Schlaganfall und starb vier Jahre später, am 12. Dezember 1849 und wurde am 17. des Monats auf dem Kensal Green Cemetery beigesetzt.

## Ehrungen
Brunel wurde 1814 zum Mitglied der Royal Society gewählt und wurde 1832 unter der Präsidentschaft des Herzogs von Sussex deren Vizepräsident. 1826 wurde Brunel in die Académie des sciences und 1834 in die American Academy of Arts and Sciences gewählt. Am 24. März 1841, kurz vor Fertigstellung des Tunnels, wurde er in Buckingham Palace von Königin Victoria zum Knight Bachelor („Sir“) geschlagen. Er war korrespondierendes Mitglied des Institut Française und erhielt 1829 den Orden der Ehrenlegion. Er war außerdem Mitglied der königlichen Akademie in Stockholm und vieler weiterer ausländischer wissenschaftlicher Gesellschaften. 1823 wurde er Mitglied des Institute of Civil Engineers, dessen Sitzungen er kontinuierlich besuchte und vor dem er viele Vorträge hielt. 1839 erhielt er für seinen Bericht über den beim Tunnelbau verwendeten Schild die Telford-Silbermedaille. 1845 wurde er zum Ehrenmitglied (Honorary Fellow) der Royal Society of Edinburgh gewählt.
Brunel wurde im Dezember 1827 bei der Gründung des literarischen Vereins „Tunnel über der Spree“ in Berlin zum Ehrenmitglied des Vereins ernannt, eine Auszeichnung, für die er sich im März 1828 bei den Berliner Literaten höflich bedankte.
Am 21. März 2011 veröffentlichte Autodesk eine neue Version von Autodesk Inventor, bei dem Brunels Name ihm zu Ehren Pate für die firmeninterne Bezeichnung stand.